# فارلاموفو
فارلاموفو (بالروسية: Варламово) هي مدينة في مقاطعة سمارا أوبلاست في روسيا. يبلغ عدد سكانها حوالي 3217 نسمة.